# Marc Tobaly
Marc Tobaly, né le 1er janvier 1950 à Fès au Maroc et mort le 10 mars 2024 à Suresnes, est un guitariste, auteur et compositeur français.

## Biographie
En 1963, sa famille vit à Fès au Maroc et baigne dans une ambiance musicale : leur grand-mère, Zohra Al Fassia, est une chanteuse de malhoun connue. 
En 1969 il est admis à la SACEM en qualité d'auteur-compositeur. 
Il fonde d'abord un groupe Les Petits Loups avec des copains au Maroc avant de monter sur Paris où il fonde Les Variations. Moins d'une dizaine d'années plus tard le groupe se sépare, et il monte alors le groupe King of Hearts, puis il se lancera en solo. Il s'est ensuite produit aux côtés de Jo Leb. En septembre 2008, il sort son premier album solo comportant 10 titres chantés en français et en anglais, un instrumental, et le titre phare Chalom Salam, en arabe.
En 2012, il reforme Les Variations avec Laura Mayne (ex-Native) au chant.
Il meurt le 10 mars 2024 des suites d'une longue maladie,.

## Discographie

### Avec Les Variations
- Nador
- Take It or Leave It
- Moroccan Roll
- Café de Paris

### Avec King of Hearts
- Close, But No Guitar

### En solo (singles)
- Time To Get Better
- Nightmare
- Heya

### En solo (album)
- "Variations"  2008